# Wereldkampioenschappen schaatsen afstanden 2017 - 3000 meter vrouwen
De 3000 meter vrouwen op de wereldkampioenschappen schaatsen afstanden 2017 werd gereden op donderdag 17 februari 2017 in het ijsstadion Gangneung Science Oval in Gangneung, Zuid-Korea.
Ireen Wüst was de regerend olympisch kampioene, maar regerend wereldkampioene Martina Sáblíková had drie van de vier wereldbekerwedstrijden gewonnen maar Wüst won de laatste wereldbekerwedstrijd. Wüst won voor de derde maal de wereldtitel op de 3000 meter.

## Plaatsing
De regels van de ISU schrijven voor dat er maximaal twintig schaatssters zich plaatsen voor het WK op deze afstand. Geplaatst zijn de beste twaalf schaatssters van het wereldbekerklassement na vier manches, aangevuld met de acht tijdsnelsten van die eerste vier manches van de wereldbeker. Achter deze twintig namen werd op tijdsbasis nog een reservelijst van zes namen gemaakt. Aangezien het aantal deelnemers per land beperkt is tot een maximum van drie, telt de vierde (en vijfde etc.) schaatsster per land niet mee voor het verloop van de ranglijst. Het is aan de nationale bonden te beslissen welke van hun schaatssters, mits op de lijst, naar het WK afstanden worden afgevaardigd.
Duitsland vulde de derde in de WB verdiende plek niet op, deze plek werd ingevuld door Polen.

## Statistieken

### Uitslag
| #      | Naam                   | Land | Tijd       |
| ------ | ---------------------- | ---- | ---------- |
| Goud   | Ireen Wüst             | NED  | 3.59,05 BR |
| Zilver | Martina Sáblíková      | CZE  | 3.59,65    |
| Brons  | Antoinette de Jong     | NED  | 4.01,99    |
| 4      | Ivanie Blondin         | CAN  | 4.02,45    |
| 5      | Yvonne Nauta           | NED  | 4.02,56    |
| 6      | Kim Bo-reum            | KOR  | 4.03,85    |
| 7      | Olga Graf              | RUS  | 4.04,45    |
| 8      | Miho Takagi            | JPN  | 4.04,50    |
| 9      | Isabelle Weidemann     | CAN  | 4.04,54    |
| 10     | Natalja Voronina       | RUS  | 4.05,00    |
| 11     | Anna Joerakova         | RUS  | 4.05,12    |
| 12     | Bente Kraus            | GER  | 4.05,38    |
| 13     | Mia Manganello         | USA  | 4.05,48    |
| 14     | Marina Zoejeva         | BLR  | 4.06,24    |
| 15     | Ayano Sato             | JPN  | 4.08,23    |
| 16     | Stephanie Beckert      | GER  | 4.09,13    |
| 17     | Katarzyna Wozniak      | POL  | 4.10,23    |
| 18     | Nikola Zdráhalova      | CZE  | 4.10,46    |
| 19     | Francesca Lollobrigida | ITA  | 4.10,58    |
| 20     | Jelena Peeters         | BEL  | 4.12,51    |

### Loting
| Rit | Binnenbaan         | Buitenbaan             |
| --- | ------------------ | ---------------------- |
| 1   | Ayano Sato         | Yvonne Nauta           |
| 2   | Stephanie Beckert  | Jelena Peeters         |
| 3   | Nikola Zdráhalova  | Katarzyna Wozniak      |
| 4   | Mia Manganello     | Marina Zoejeva         |
| 5   | Natalja Voronina   | Ireen Wüst             |
| 6   | Kim Bo-reum        | Francesca Lollobrigida |
| 7   | Isabelle Weidemann | Olga Graf              |
| 8   | Ivanie Blondin     | Martina Sáblíková      |
| 9   | Anna Joerakova     | Antoinette de Jong     |
| 10  | Bente Kraus        | Marina Zoejeva         |

1996 · 
1997 · 
1998 · 
1999 · 
2000 · 
2001 · 
2003 · 
2004 · 
2005 · 
2007 · 
2008 · 
2009 · 
2011 · 
2012 · 
2013 · 
2015 · 
2016 · 
2017 · 
2019 · 
2020 · 
2021 · 
2023 · 
2024 · 
2025